# Bokeo (provincija)
Bokeo (laoški: ບໍ່ແກ້ວ) je jedna od šesnaest provincija u Laosu. 

## Zemljopis
Provincija se nalazi u sjeverozapadnom dijelu zemlje, prostire se na 6.196 km2.  Susjedne laoške provincije su Oudomxay na istoku, Luang Namtha na sjeveru i Xaignabouli na jugu. Bokeo ima granicu s Mijanmarom na sjeverozapadu i Tajlandom na jugozapadu.

## Demografija
Prema podacima iz 2005. godine u provinciji živi 165.661 stanovnik, dok je prosječna gustoća naseljenosti 27 stanovnika na km². Stanovništvo se sastoji od 34 etničke skupine uključujući narode Akha, Hmong, Khamu, Kalom, Kui, Lamet, Lao Huay, Mien, Musoe, Ngo, Phai, Phu Thai, Phuan, Phuvan, Samtao, Shan, Tahoy, Thai Daeng, Thai Dam, Thai Khao, Thai Lu, Thai Nai i Kineze.

## Administrativna podjela
Provincija je podjeljena na pet distrikta:
| karta | kod       | ime        | laoški |
| ----- | --------- | ---------- | ------ |
|       |           |            |        |
| 5-01  | Houay Xay | ເມືອງຫ້ວຍຊາຍ |        |
| 5-02  | Tonpheung | ເມືອງຕົ້ນເຜິ້ງ  |        |
| 5-03  | Meung     | ເມືອງເມິງ    |        |
| 5-04  | Pha Oudom | ເມືອງຜາອຸດົມ  |        |
| 5-05  | Paktha    | ເມືອງປາກທາ  |        |